# كلية الطب البيطري بالجامعة الغربية
كلية الطب البيطري بالجامعة الغربية ( WesternU CVM ) هي كلية طبية بيطرية خاصة غير ربحية في الجامعة الغربية للعلوم الصحية كلية الطب التقويمي من المحيط الهادئ
تقع في بومونا بولاية كاليفورنيا الأمريكية . تضم الكلية حوالي 400 طالب طب بيطري، وتمنح درجة دكتوراه في الطب البيطري . تأسست الكلية في عام 1998 كأول مدرسة بيطرية تفتح في البلاد منذ 20 عامًا. الكلية معتمدة بالكامل من قبل الجمعية الطبية البيطرية الأمريكية.